# 梅尭臣

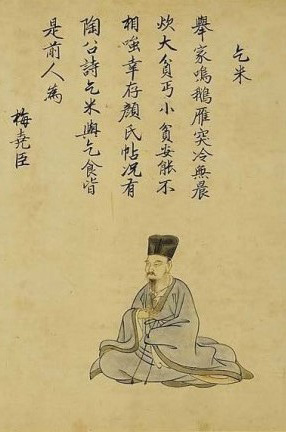
梅尭臣

梅 堯臣（ばい ぎょうしん、咸平5年4月17日（1002年5月31日）- 嘉祐5年4月25日（1060年5月27日））は、中国北宋中期の詩人・官僚。字は聖兪。宣州宛陵県（現在の安徽省宣城市宣州区）の人。その出身地から梅宛陵・宛陵先生とも呼ばれる。またその最終の官名が尚書都官員外郎であったため、梅都官とも呼ばれる。その詩風は宋詩の基礎をつくった。

## 略伝
咸平5年（1002年）、梅譲の、おそらく庶子として生まれる。母の名は束氏と張氏の2つが伝わっている。梅家は代々官僚とは無縁の家柄だったが、叔父（梅譲の弟）の梅詢が例外的に翰林侍読学士という高官に就いていた。13歳になるとその梅詢のもとで詩文を学んだと思われる。26歳、太子賓客謝濤の娘と結婚する。唐代のような世襲貴族が存在しない宋代にあって、官僚政治家を輩出する各家は、婚姻による結びつきにより新たに名族を作り出しつつあった。謝家は欧陽脩・王安石・黄庭堅などとつながる名家であり、謝氏と結婚した梅堯臣の前途は洋々かと思われた。しかし梅堯臣は科挙に及第することなく、29歳のとき、梅詢の功績にあやかる任子という制度によって官途に就いた。宋代の官僚任用制度の基本は科挙であり、イレギュラーな任子を官僚のスタートとして選んだ梅堯臣の官僚人生は、その出世のスピードが妻に「鮎魚（なまず）が竹竿を上るように」まどろっこしいと嘆かせるほど不遇で、生涯貧困を余儀なくされる。
役職としてまず太廟斎郎（皇帝の廟堂の係官）に就き、ほどなく桐城県の主簿（県知事の補佐官）を経て、30歳のとき河南（洛陽）の主簿に転じた。そこで洛陽留守（市長）で当時の文壇の重鎮であった銭惟演に詩才を激賞され、その紹介で多くの文人・詩人と知り合う。生涯の親友であり文学の同志であり、パトロンともなった欧陽脩ともこのとき出会う。さらに河陽主簿、徳興県の県令、建徳県・襄城県の知県、呉興の監税官など地方官を転々としたが、慶暦4年（1044年）7月7日、43歳のとき、呉興監税官を全うして都汴京に帰る途中、高郵の船の中で妻謝氏を亡くし、同月のうちに符離（安徽省）で次男十十をも喪う。この一大事がその詩作に新たな作風を与えることとなる。2年後に都官員外郎刁渭の娘と再婚した。
その後も忠武軍節度判官（許州の総督の属官）・鎮安軍節度判官（陳州の総督の属官）など地方官を勤め、皇祐元年（1049年）には父梅譲の死による服喪などがあり、低い官位のままで生活は苦しかったが、慶暦8年（1048年）に国士博士、皇祐3年（1051年）に同進士出身を賜り、太常博士になった。進士は科挙の中でも最も尊ばれたコースであり、これにより50歳にしてようやく梅堯臣の未来も大きく拓けたかに見えた。いったん永斉倉（汴京の北の永斉渠という運河のほとりにあった穀物倉庫）の監督に転じ、母束氏の喪に服した後、嘉祐2年（1057年）、欧陽脩らの推薦によって中央での官である国子監直講になり、翌年、科挙の知貢挙（試験委員長）となった欧陽脩のもとで小試官（試験官）となった。このとき及第した者のなかには蘇軾・蘇轍兄弟、曾鞏がいる。
嘉祐5年（1060年）、尚書屯田司員外郎・刑部都官員外郎に至ったが、4月17日、当時京師に流行した疫病に倒れ、同月25日、59歳で亡くなった。このとき在住していた汴京城東の汴陽坊は庶民が住む下町で、大官が車馬を連ねて弔問に訪れるのを見て、近所の人々が驚いたと欧陽脩による墓誌銘が伝えている。長男に梅増、夭折した次男十十、ほか女子2名がいた。

## 詩風
詩を作るにあたって梅堯臣は平淡を旨とした。これは晩唐から流行していた西崑体の、華麗な表現に主眼を置き過ぎ難解になりがちな詩風に反対するものである。また身近なことを題材に詩を詠んだのも特徴のひとつである。例えば、犬猫から蝿やミミズなどの小動物、農具など生活に身近な物を詠んだりと、今まで誰も用いなかったようなものを題材とする詩が多く、何でもかんでも詩にしてしまったという具合である。さらにそれらの題材に仮託して、詩の中である事物に対する議論が行われている。また地方官勤めが長かったため、世の矛盾に対して辛辣な批判を述べる社会派の詩も多い。
このような梅堯臣の詩風は、「かめばかむほど味が出る」と評されたが、その平淡さゆえに派手さがなくわかりにくいなどの批判がある。そのためか漢詩にある種の優美さを求める日本の読者にはあまり人気がない。
宋代詩の系列では蘇舜欽とともに「蘇梅」と並称されている。

## 著作
- 宛陵集 60巻. NCID BB12388466
- 新唐書 編纂に関与
- 孫子 の注13篇
- 続金針詩格 1巻

### 訳注・研究
- 筧文生『梅堯臣 中国詩人選集 第二集 3巻』岩波書店、新版1990年。
- 横山伊勢雄「梅堯臣の詩論」『宋代文人の詩と詩論』、創文社〈東洋学叢書〉、2009年。

## 関連文献
- 千田佳代『猫ヲ祭ル』作品社、2009年、ISBN 978-4861822698。上記『中国詩人選集』所収『宛陵集』の「祭猫」（猫の葬式）をモチーフにした作品。